# Ботево (Ямбольська область)
Бо́тево (болг. Ботево) — село в Ямбольській області Болгарії. Входить до складу общини Тунджа.

## Населення
За даними перепису населення 2011 року у селі проживали 915 осіб.
Національний склад населення села:
| Національність   | Кількість осіб | Відсоток |
| ---------------- | -------------- | -------- |
| болгари          | 640            | 76,7%    |
| цигани           | 183            | 21,9%    |
| інша             | 10             | 1,2%     |
| Всього відповіли | 834            |          |

Розподіл населення за віком у 2011 році:
Динаміка населення: